# Гластрис, Георгия
Георгия Гластрис (англ. Georgia Glastris; греч. Γεωργία Γλαστρή; род. 1 августа 1992 года, Чикаго, США) — фигуристка выступающая за Грецию, трёхкратная чемпионка Греции 2010—2011 и 2013 годах в женском одиночном катании. До 2007 года выступала за США.

## Личная жизнь
У Гластрис есть две младшие сестры, которые также занимаются фигурным катанием (Карина, в паре с канадцем Николосом Леттнером, представляет Грецию в танцах на льду).
Гластрис является организатором ежегодного благотворительного шоу «Frenchie Skate», собирающего средства для детской онкологической больницы.

## Спортивные достижения
| Соревнования/Сезоны           | 2007—2008 | 2008—2009 | 2009—2010 | 2010—2011 | 2011—2012 | 2012—2013 | 2013—2014 |
| ----------------------------- | --------- | --------- | --------- | --------- | --------- | --------- | --------- |
| Чемпионаты мира               |           |           | 44        | 42        | 45        |           |           |
| Чемпионаты Европы             |           |           |           | 35        | 38        |           |           |
| Чемпионаты мира среди юниоров | 50        | 37        | 28        |           |           |           |           |
| Чемпионаты Греции             |           | 2         | 1         | 1         | 2         | 1         | 2         |
| Золотой конёк Загреба         |           |           |           | 18        |           |           |           |
| Турнир в Солт-Лейк-Сити       |           |           |           |           |           | 16        | 11        |
| Кубок Варшавы                 |           |           |           |           |           | 21        |           |
| Ice Challenge                 |           |           |           |           |           |           | 17        |